# Aletrimyti
Aletrimyti is een geslacht van uitgestorven recumbirostrische lepospondylen uit het Vroeg-Perm van Oklahoma.
De typesoort Aletrimyti gaskillae werd in 2015 benoemd door Matt Szostakiwskyj, Jason D. Pardo en Jason S. Anderson. De geslachtsnaam is een combinatie van het Nieuwgrieks αλέτρι, 'ploeg' en μύτη, 'neus'. De soortaanduiding eert Pamela Gaskill.
Het holotype is FM-UR 1040, een schedel met onderkaken gevonden in Cleveland County, eerder ondergebracht bij Goniorhynchus stovalli Olson 1970 en Rhynchonkos stovalli. Toegewezen werd specimen UCMP 202927, een schedel, die negentien millimeter lang is.